# Abditomys latidens
Abditomys latidens is een zoogdier uit de onderfamilie van de Muizen en ratten van de Oude Wereld (Murinae) dat voorkomt op Luzon, het grootste eiland van de Filipijnen. Het is de enige soort uit het geslacht Abditomys. Het geslacht behoort tot de zogenaamde "New Endemics" en is dus verwant aan geslachten als Tryphomys, Bullimus, Tarsomys, Limnomys en Rattus. Tryphomys adustus, die ook op Luzon voorkomt, is waarschijnlijk zijn nauwste verwant.
Er zijn slechts twee exemplaren bekend: een uit hooglandregenwoud (2250 m hoog) op Mount Data, in het noorden van Luzon, een ander op een rijstveld, op 75 m hoogte, bij Los Baños in het midden. A. latidens is waarschijnlijk een boomdier. Morfologisch lijkt hij op Kadarsanomys sodyi uit Java, maar dat is waarschijnlijk het resultaat van convergente evolutie.
Abditomys heeft een kop-romplengte van 22 cm en een staartlengte van 26 cm. De rug is bruin en de buik geel. Zijn bijzonderste kenmerk is dat hij soms een klauw en een nagel aan één teen heeft.
In 1952, toen de soort ontdekt werd, werd hij nog "gewoon" in Rattus ingedeeld. In 1982 werden de grote verschillen tussen "R." latidens enerzijds en Rattus anderzijds herkend door Guy Musser en de soort kreeg een eigen geslacht, Abditomys. Het resultaat van latere analyses is dat A. latidens waarschijnlijk het nauwste verwant is aan Tryphomys adustus, die ook alleen op Luzon voorkomt. Verder is hij waarschijnlijk verwant aan de Tarsomys-Limnomys-groep en aan Bullimus.
Abditomys · 
Abeomelomys · 
Aethomys · 
Anisomys · 
Anonymomys · 
Apodemus · 
Apomys · 
Archboldomys · 
Arvicanthis · 
Baiyankamys · 
Baletemys · 
Bandicota · 
Batomys · 
Berylmys · 
Brassomys · 
Bullimus · 
Bunomys · 
Canariomys · 
Carpomys · 
Chingawaemys · 
Chiromyscus · 
Chiropodomys · 
Chiruromys · 
Chrotomys · 
Coccymys · 
Colomys · 
Congomys · 
Conilurus · 
Coryphomys · 
Crateromys · 
Cremnomys · 
Crossomys · 
Crunomys · 
Dacnomys · 
Dasymys · 
Dephomys · 
Desmomys · 
Diomys · 
Diplothrix · 
Echiothrix · 
Eropeplus · 
Frateromys · 
Golunda · 
Gracilimus · 
Grammomys · 
Hadromys · 
Haeromys · 
Halmaheramys · 
Hapalomys · 
Heimyscus · 
Hybomys · 
Hydromys · 
Hylomyscus · 
Hyomys · 
Hyorhinomys · 
Kadarsanomys · 
Komodomys · 
Lamottemys · 
Leggadina · 
Lemniscomys · 
Lenomys · 
Lenothrix · 
Leopoldamys · 
Leporillus · 
Leptomys · 
Limnomys · 
Lorentzimys · 
Macruromys · 
Madromys ·
Malacomys · 
Mallomys · 
Malpaisomys · 
Mammelomys · 
Margaretamys · 
Mastacomys · 
Mastomys · 
Maxomys · 
Melasmothrix · 
Melomys · 
Mesembriomys ·
Micaelamys · 
Microhydromys · 
Micromys · 
Millardia · 
Mirzamys · 
Montemys · 
Mus · 
Musseromys · 
Mylomys · 
Myomyscus · 
Nesokia · 
Nilopegamys · 
Niviventer · 
Notomys · 
Ochromyscus · 
Oenomys ·
Otomys · 
Palawanomys · 
Papagomys · 
Parahydromys · 
Paraleptomys · 
Paramelomys · 
Parotomys · 
Paucidentomys · 
Paulamys · 
Pelomys · 
Phloeomys · 
Pithecheir · 
Pithecheirops · 
Pogonomelomys · 
Pogonomys · 
Praomys · 
Protochromys · 
Pseudohydromys · 
Pseudomys · 
Rattus · 
Rhabdomys · 
Rhynchomys · 
Saxatilomys ·
Serengetimys ·
Solomys · 
Sommeromys · 
Soricomys · 
Spelaeomys · 
Srilankamys · 
Stenocephalemys · 
Stochomys · 
Sundamys · 
Taeromys · 
Tarsomys · 
Tateomys · 
Thallomys · 
Thamnomys · 
Tokudaia · 
Tonkinomys ·
Tryphomys · 
Typomys · 
Uromys · 
Vandeleuria · 
Vernaya · 
Xenuromys · 
Xeromys · 
Zelotomys · 
Zyzomys